# Megalobosia recurviloba
Megalobosia recurviloba är en fjärilsart som beskrevs av Rothschild 1912. Megalobosia recurviloba ingår i släktet Megalobosia och familjen björnspinnare. Inga underarter finns listade i Catalogue of Life.